# کریسیلیو
کریسیلیو (به لاتین: Chrysiliou) یک منطقهٔ مسکونی در قبرس شمالی است که در ناحیه گوزل‌یورت واقع شده‌است. کریسیلیو ۲۱۴ نفر جمعیت دارد.